# Банк Леуми
Банк Леуми (ивр. בנק לאומי לישראל‎ — «Национальный банк Израиля») — один из старейших и крупнейших коммерческих банков Израиля.

## История

### Еврейский колониальный трест

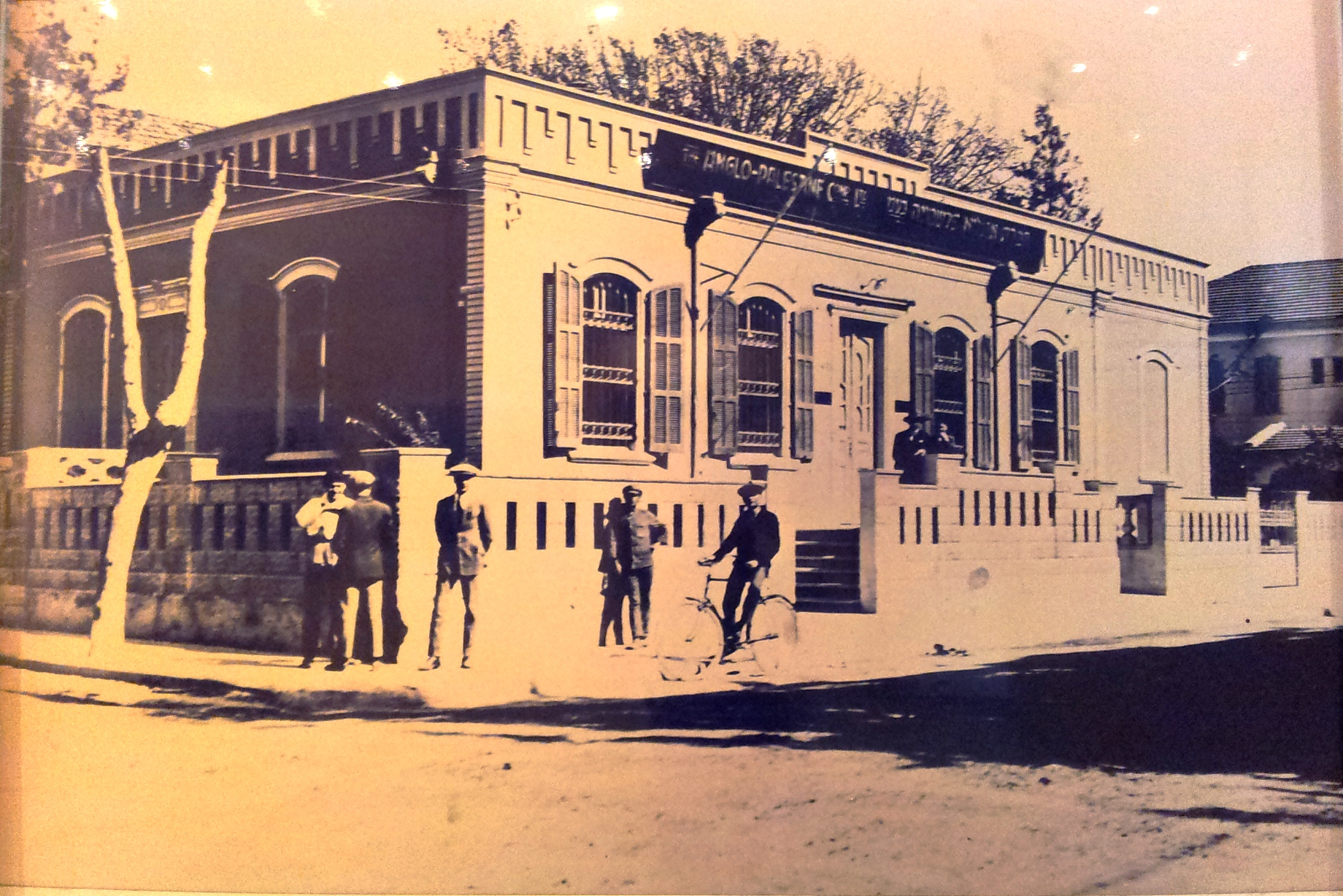
Первый филиал Англо-Палестинского банка, Тель-Авив, 1923

«Еврейский колониальный трест» (англ. Jewish Colonial Trust) был основан на Втором сионистском конгрессе в Базеле в 1899 году и зарегистрирован в Лондоне. Целью треста был сбор средств на массовое переселение евреев в Палестину. Собранных денег оказалось слишком мало для этой цели, и на них 27 февраля 1902 года был основан банк под названием «Англо-Палестинская компания». 

### Англо-палестинский банк

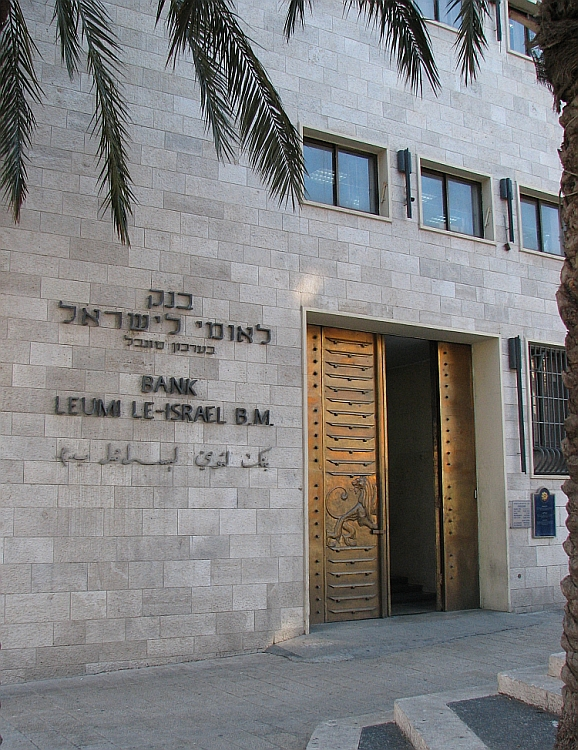
Историческое здание Банка Леуми филиал на улице Яффо, Иерусалим. В настоящее время служит административным зданием и не принадлежит Банку Леуми

Этот банк также был зарегистрирован в Лондоне. В 1903 году было открыто первое отделение в Палестине в Яффо. Банк предлагал  долгосрочные кредиты земледельцам, а также кредитовал ассоциацию «Ахузат байт», которая построила первый район в Тель-Авиве. К 1914 году появилось ещё пять отделений в Палестине и одно в Бейруте, финансовом центре региона в то время. В 1921 году был основан дочерний ипотечный банк, в 1930 году название компании было изменено на «Англо-Палестинский банк». За годы Второй мировой войны роль банка сильно возросла, на него приходилось около половины депозитных вкладов в Палестине, он участвовал в финансировании развития сельского хозяйства и промышленности региона. После окончания войны банк начал выпуск собственных денег Палестины, а с созданием Израиля в 1948 году — первых денег нового государства. В 1954 году это право перешло к новосозданному Банку Израиля.

### Банк Леуми ле-Исраэль
В 1954 году «Англо-Палестинский банк» был перерегистрирован в Израиле под названием Bank Leumi le-Israel B.M. (Национальный банк Израиля); к этому времени у банка было 53 отделения, представительства в Нью-Йорке, Лондоне и Цюрихе. В 1968 году в США был создан дочерний банк First Israel Bank and Trust Company. За ним последовали дочерние банки во Франции в 1972 году и Люксембурге в 1994 году. К 1975 году сеть банка достигла 302 отделений, из них 292 в Израиле; рост происходил за счёт поглощения других банков, таких как Union Bank of Israel, the Arab-Israel Bank и Bank Kupat-Am. В 1978 году банк начал выпуск своих кредитных карт.
На начало 1980-х годов на банки приходилось более половины капитализации фондовой биржи Тель-Авива; рост курсов акций банков создавался искусственно покупкой банками собственных акций. В 1983 году началась резкая девальвация шекеля, и инвесторы начали массово продавать акции, чтобы вложиться в доллары. 6 октября банки Израиля должны были выкупить своих акций на 1 млрд долларов. Для избежания коллапса банковской отрасли правительство Израиля вынуждено было гарантировать выкуп акций, и вскоре крупнейшие банки страны оказались национализированы, что обошлось правительству 7 млрд долларов.
В 1993 году началась поэтапная приватизация Банка Леуми; в 1995 году главой банка стала Галия Маор (Galia Maor), ставшая первой женщиной, возглавившей крупный израильский банк. Её политика была направлена на переориентации банка на работу с корпоративными (а не розничными) клиентами, сокращение числа отделений и сотрудников, сокращение деятельности зарубежных филиалов, в частности американского, понесшего большие убытки в начале 1990-х годов.

## Деятельность
Сеть банка состоит из 186 отделений. Активы банка на конец 2020 года составили 556 млрд шекелей ($173 млрд), из них 295 млрд пришлось на выданные кредиты (из них треть ипотечные), 136 млрд — на наличные и депозиты в других банках, 92 млрд — на ценные бумаги (на 42 млрд гособлигаций Израиля, на 20 млрд гособлигаций других стран); из активов в других странах наибольшее значение имеют США (23 млрд шекелей) и Великобритания (6 млрд). Принятые депозиты составили 447 млрд шекелей. Чистый процентный доход в 2020 году составил 8,7 млрд шекелей (доход 10,2 млрд, расход 1,5 млрд), комиссионный доход составил 3,3 млрд шекелей.

## Исторические здания
Главный филиал банка Леуми на улице Яффо в Иерусалиме был построен во время британского мандата немецким еврейским архитектором Эрихом Мендельсоном. Объявлен памятником архитектуры. В настоящее время не принадлежит Банку Леуми. 
Другой филиал банка Леуми на углу улицы Рамбан в иерусалимском районе Рехавия, образец архитектуры Баухауза, был спроектирован немецким еврейским архитектором Леопольдом Кракауэром.  Это здание было построено в 1935 году как частный дом, а затем реконструировано в 2007 году. В ходе реконструкции был восстановлен первоначальный вид фасада.

## Дочерние компании
- Leumi Partners Ltd. — инвестиционная компания
- Bank Leumi USA — дочерний банк в США, основан в 1968 году
- Bank Leumi UK — дочерний банк в Великобритании, основан в 1959 году